# Kia (Nenetsië)
Kia (Russisch: Кия; ook te translitereren als Kija of Kieja) is een plaats (derevnja) in het gemeentelijke district Zapoljarny van het Russische autonome district Nenetsië, gelegen aan de westkust van het Kanin, aan de zuidzijde van de baai waarin de rivieren Bolsjaja Kia en Malaja Kia uitmonden. Bestuurlijk gezien vormt het onderdeel van de selskoje poselenieje Sjoinski. In de plaats wonen vooral Nenetsen, die met name actief zijn in de visserij (onder andere op Europese nawaga).
De plaats heeft een winterwegverbinding met de plaats Tsjizja, maar is verder alleen per boot te bereiken over de Barentszzee. Nabij de plaats ligt de vulkaan (sopka) Sjaman.